# Corium
Le corium est un magma métallique et minéral constitué d'éléments fondus du cœur d'un réacteur nucléaire et des minéraux qu'il peut absorber lors de son trajet.
Le terme « corium » est un néologisme formé de core (en anglais, pour le cœur d'un réacteur nucléaire), suivi du suffixe -ium présent dans le nom de nombreux éléments du tableau périodique des éléments : lithium, calcium, uranium, plutonium, hélium, strontium, etc.
Initialement constitué du combustible nucléaire (principalement de l'oxyde d'uranium enrichi et du plutonium dans le cas du combustible MOX, très utilisé en France), des éléments de l'assemblage combustible et des divers équipements du cœur (barres de contrôle, instrumentation) ou de la paroi de la cuve du réacteur avec lesquels il entre en contact, il se forme à très haute température (environ 3 000 °C, température de fusion de l'oxyde d'uranium) quand le cœur n'est plus refroidi, comme lors d'accidents nucléaires tels ceux de Three Mile Island, de Tchernobyl, ou de Fukushima.

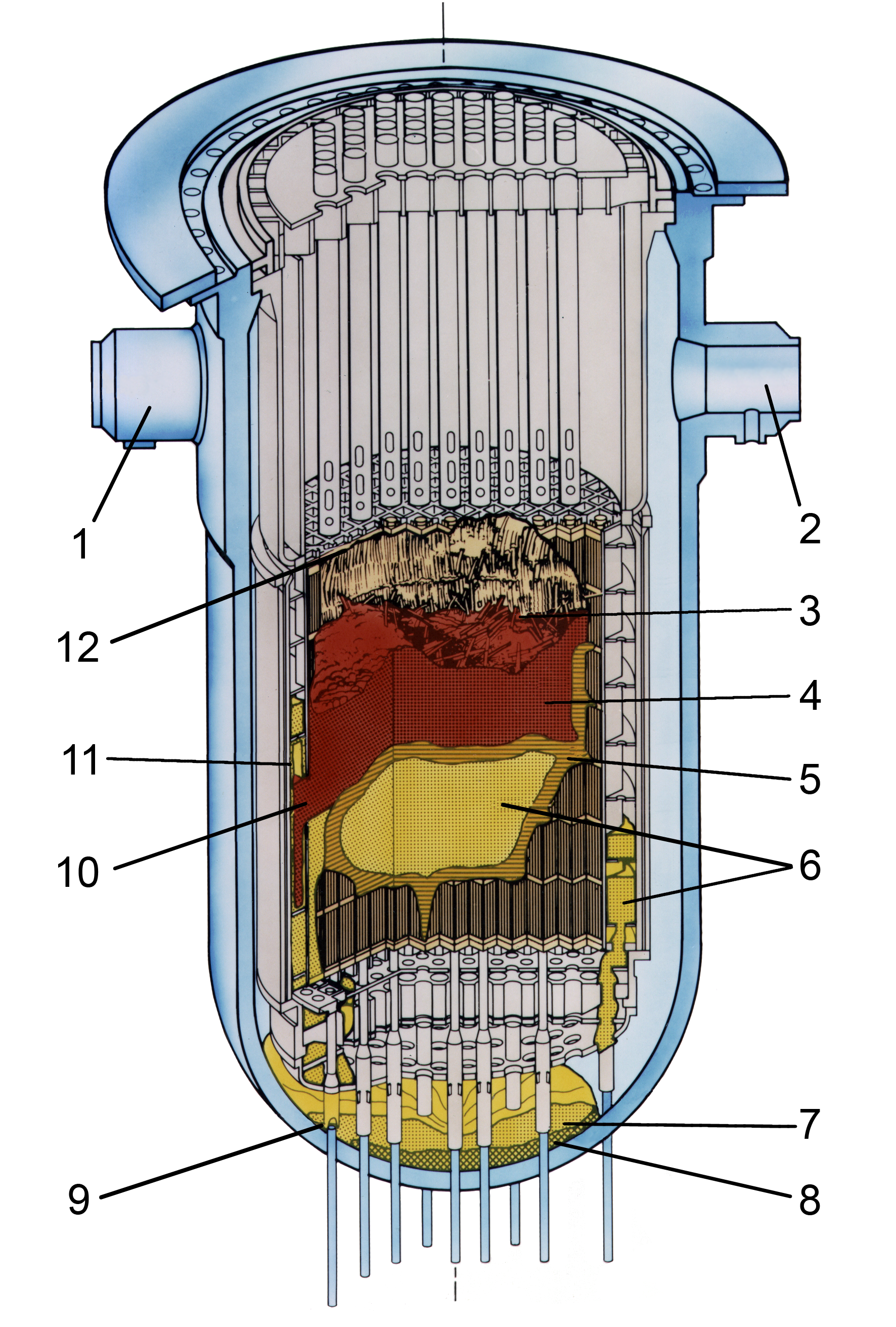
Le réacteur no 2, fondu, de la Centrale nucléaire de Three Mile Island après l'accident de Three Mile Island :
1 : tuyau d'arrivée 2B ;
2 : tuyau d'arrivée 1A ;
3 : cavité ;
4 : couche supérieure de fragments du cœur partiellement fondus ;
5 : croûte ;
6 : matière fondue ;
7 : couche inférieure d'oxydes d'uranium et de zirconium partiellement fondus ;
8 : région potentiellement appauvrie en uranium ;
9 : manchon de guidage d'instruments à l'intérieur du cœur, endommagé ;
10 : trou dans l'enceinte de cloisonnement ;
11 : couche de matière fondue dans la structure de l'enceinte partiellement contournée ;
12 : tuyaux et grille supérieure endommagée.

## Description
Le corium a une importante puissance thermique résiduelle, c'est-à-dire que contrairement à la lave d'un volcan qui finit par se refroidir au contact de l'air, le corium continue à générer de la chaleur pendant des années, laquelle diminue graduellement en raison de la désintégration des produits de fission, après arrêt du réacteur.
Dans un premier temps, il s'agit d'une matière métallique issue de la fusion des barres de contrôle ou d'un corium oxydique (UO2 + Zircaloy, plutonium) issu des crayons de combustible. Ces matériaux se mélangent ensuite avec du bore et divers produits de fission (actinides) et avec des éléments issus de la cuve (fer, chrome, nickel...) puis du béton de confinement ou constituant le radier et les parties inférieures du bâtiment. Hautement toxique, radioactif, extrêmement dense et extrêmement chaud, il peut faire fondre la plupart des matériaux et percer tout ce qui se trouve sous lui s'il n'est pas réfrigéré et s'il reste concentré.
Pour mieux contrôler les potentiels accidents formant un corium pouvant percer une cuve de réacteur après fusion du cœur, certaines centrales nucléaires sont équipées de dispositifs de récupération et de refroidissement du corium après percement de la cuve, ou de dispositifs permettant de refroidir le corium tout en le maintenant dans la cuve.

### Récupérateur de corium

Le « core-catcher » ou récupérateur de corium, tel que prévu dans l'EPR.
Le récupérateur de corium est une « chambre d’étalement » maintenue au sec en fonctionnement normal ; elle n'est automatiquement remplie d'eau par un système passif qu'après étalement de l'éventuel corium dans la cavité.

Dans le réacteur pressurisé européen (EPR), le réacteur ATMEA1 et le réacteur russe VVER-1200 (AES-2006), un dispositif particulier (le « cendrier » ou core-catcher) composé d'éléments réfractaires en céramique a été prévu pour contenir puis refroidir le corium, s'il venait à percer la cuve du réacteur, afin de l'empêcher de s'enfoncer dans le sol.
En ce qui concerne le projet américain AP1000, selon ses concepteurs, il est prévu de maintenir le corium à l'intérieur de la cuve et de refroidir celle-ci par l'extérieur.

## Accidents producteurs de corium

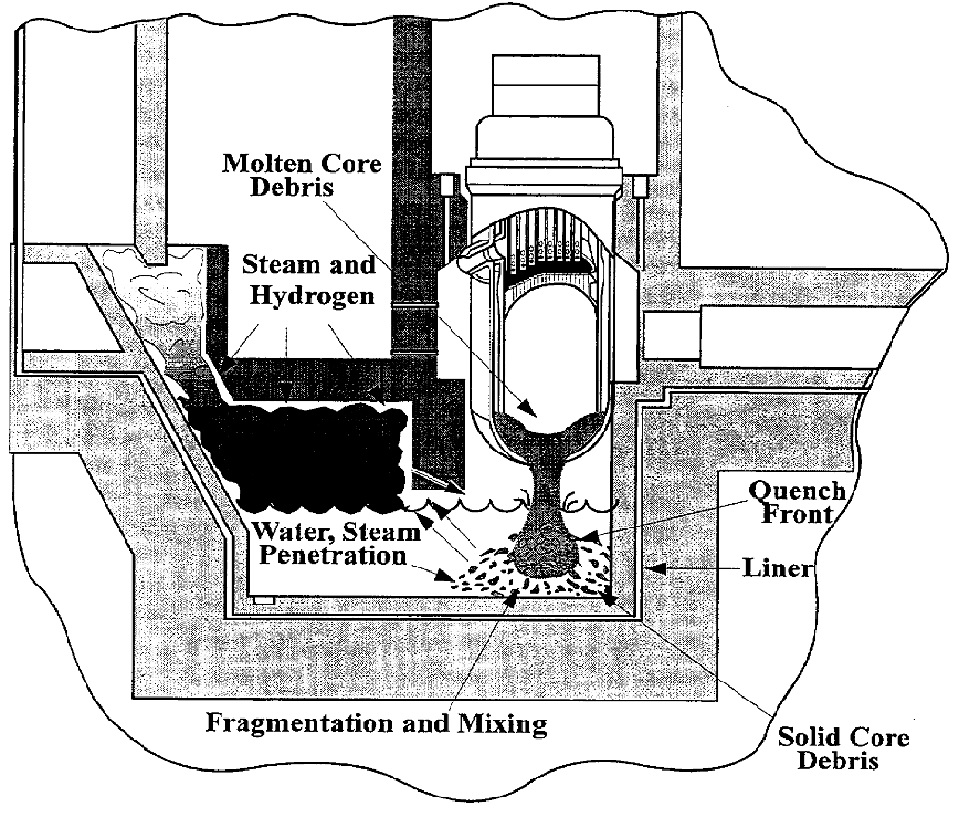
Chute du corium, avec débris, et production de vapeur et éventuellement d’hydrogène.

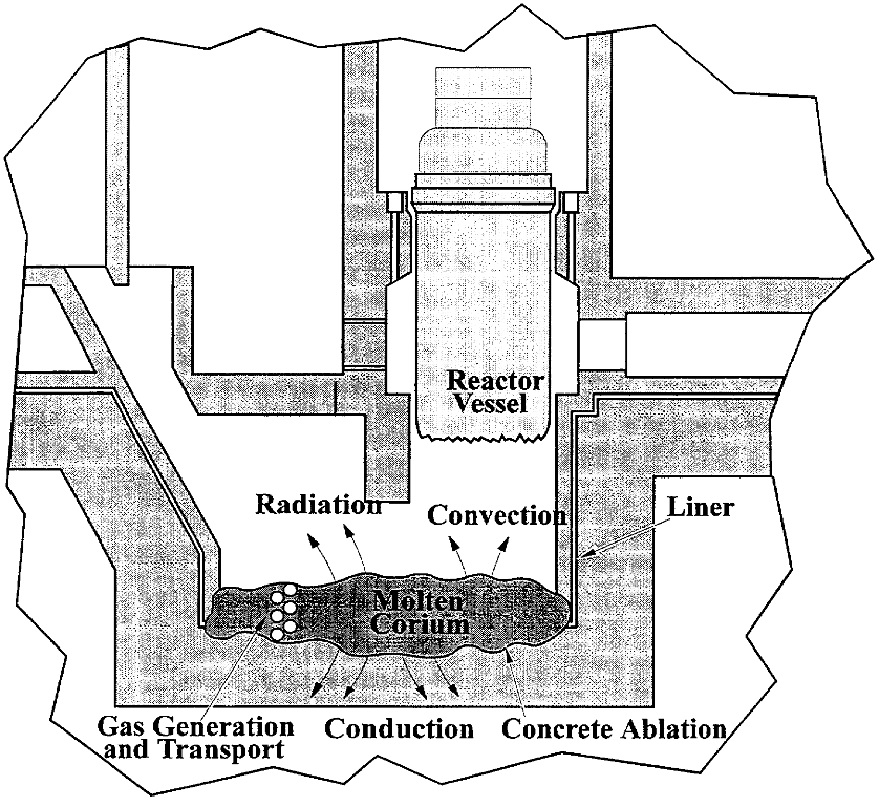
Le corium attaque ensuite le béton.

La formation du corium est la conséquence d'un défaut de refroidissement du cœur d'un réacteur nucléaire ayant pour conséquence une surchauffe de tous les éléments le constituant.
En effet, après arrêt de la réaction en chaîne, il ne reste plus de chaleur due à la fission mais celle due à la radioactivité (effet thermique de la désintégration naturelle des différents produits de fission).
Cette puissance, dite résiduelle, dépend prioritairement de l'historique de puissance du réacteur précédant l'accident, mais aussi de la nature et de l'enrichissement du combustible, de l’épuisement du combustible (avancement du cycle) et de l’éventuelle période de désactivation.
La puissance résiduelle, si elle n'est pas évacuée par les circuits de refroidissement, fait monter la température du combustible. Au-delà d'un certain seuil (1 200 °C environ), une réaction d'oxydation se produit sur les gaines de Zircaloy des crayons de combustibles. Cette réaction est très exothermique (augmentation de la température de 1 à 10 K/s) ce qui provoque la fusion de l'assemblage combustible. L'étape suivante est la rupture des gaines d'assemblage et donc le relâchement de gaz de fission qui contaminent le cœur et le circuit primaire (c'est une rupture de la première barrière de protection). Si l'élévation de température se poursuit, les éléments combustibles fondent et coulent en fond de cuve.
Le combustible en fusion, mélangé au zirconium partiellement oxydé et une partie des internes inférieurs de la cuve s'accumulent en fond de cuve du réacteur.
S'il s'agit d'un réacteur peu puissant (jusqu’à 600 MWe), la cuve peut être refroidie par inondation du puits de cuve pour éviter son percement.
Pour les réacteurs de 1 300 à 1 600 MWe, le faible étalement du corium en fond de cuve rend le refroidissement par inondation du puits de cuve insuffisant pour prévenir le percement de la cuve. De plus il engendre un risque d'explosion de vapeur en cas de rupture de la cuve. L’inondation du puits de cuve n'est pas un dispositif standard de sûreté nucléaire et relève des procédures « ultimes » de limitation des impacts d'une catastrophe nucléaire. La priorité étant donnée au rétablissement d'un refroidissement du cœur, via l'injection d'eau dans le circuit primaire (injection de sûreté) beaucoup plus efficace qu'un noyage du puits de cuve.
Si le corium en fond de cuve n'est pas suffisamment refroidi, il continue sa montée en température jusqu’à atteindre le point de fusion de la cuve, la percer et se répandre dans le bâtiment réacteur (c'est une rupture de la deuxième barrière de protection). L'enceinte de confinement joue alors seule le rôle de 3e barrière, les dispositifs de sauvegarde (aspersion, dispositif ultime U5) permettent d'en éviter la rupture.
Selon le CEA et l'IRSN, quand le corium attaque le sol de béton (et/ou d'autres matériaux plus en hauteur s'il a été expulsé de manière explosive), « une quantité importante de gaz incondensables est libérée provoquant une montée en pression progressive de l’enceinte de confinement. Afin d’éviter la rupture de l’enceinte qui pourrait en résulter, un dispositif d'éventage-filtration (dispositif U5) a été installé sur les réacteurs à eau sous pression et peut être mis en œuvre 24 heures après le début de l’accident, en cas de défaillance du système d’aspersion enceinte ».
Un scénario catastrophe surnommé « syndrome chinois » envisage le cas où le corium perce ou fait exploser sous la pression le bâtiment réacteur puis s'enfonce dans le sol, brisant la troisième et ultime barrière de protection et se répandant dans le milieu naturel.

## Retours d'expérience
Ce sont surtout ceux des accidents historiques suivants :

### Accident de Three Mile Island
Un incident sur les pompes principales d'alimentation en eau du circuit secondaire de la centrale nucléaire de Three Mile Island le 28 mars 1979 a conduit, à la suite de nombreuses défaillances et erreurs, à la formation d'une bulle de vapeur dans le haut du cœur du réacteur de 900 MW électriques (2 722 MW thermiques) mis en service commercial trois mois plus tôt. Cette bulle privant de refroidissement le haut des éléments combustibles pendant plusieurs heures, environ 45 % du cœur fondit et forma un corium qui coula au fond de la cuve. Selon l'IRSN, le combustible avait commencé à fondre moins de 3 heures après le début de l'accident . La cuve ne fut pas percée et le bâtiment du réacteur a joué son rôle d'ultime barrière de confinement. La seule contamination extérieure à déplorer s'est produite à la suite d'erreurs de manutention d'effluent liquide.

### Catastrophe de Tchernobyl
Une production de corium a eu lieu lors de la catastrophe de Tchernobyl en Ukraine le 26 avril 1986 dans un réacteur RBMK de 1 000 MWe (3 200 MWth). La dalle de béton supportant le réacteur menaçait d'être transpercée par le corium formé à la suite de l'accident. Le professeur Vassili Nesterenko avait diagnostiqué que si le cœur en fusion atteignait une nappe d'eau accumulée par l'intervention des pompiers, une explosion de vapeur était susceptible de se produire et de disséminer des éléments radioactifs à une très grande distance. Une nouvelle équipe d'employés de la centrale est formée pour évacuer cette eau en ouvrant les vannes de vidange de la piscine de suppression située sous le plancher de la cavité du réacteur.
Environ 400 mineurs provenant des environs de Moscou et du bassin houiller de Donbass creusèrent une galerie de 150 m de longueur jusque sous le réacteur afin de refroidir le cœur. Cette galerie qui devait initialement abriter un système de refroidissement par azote liquide fut finalement remplie de béton pour isoler le corium de l'environnement extérieur.
Lors des inspections faites dans les dix ans qui ont suivi, 1 370 tonnes (±300 tonnes) de corium ont été retrouvées dans les différents locaux du bâtiment réacteur transpercé sur trois niveaux. Borovoi & Sich et Pazukhin (1997) ont estimé que ce corium avait ainsi progressé en perçant d'épais murs et planchers de béton jusqu'au sous-sol en quelques jours (quatre selon Borovoi et neuf selon Pazukhin).
Les déversements de sable sur le cœur dans le cours de l'accident, la présence de serpentinite et une quantité importante de produits de décomposition du béton se sont mélangés au corium (sa masse ne contenait qu'environ 10 % d’uranium), réduisant sa puissance volumique. Cette diminution de puissance plus sa dispersion ont interrompu sa progression à l'intérieur du bâtiment réacteur avant qu'il ne s'enfonce vers la nappe.

### Accident de Fukushima
En mars 2011, lors des accidents qui ont concerné quatre des six réacteurs de la centrale nucléaire de Fukushima Daiichi, à la suite du tsunami et du séisme du 11 mars 2011 (de magnitude 9) qui ont dévasté le Nord-Est de l'île de Honshū, les cœurs de trois des six réacteurs de la centrale ont commencé à fondre à la suite de la perte de leur refroidissement.
Le 12 mai 2011, l'opérateur Tepco admettait que les barres de combustibles du réacteur 1 avaient fondu seulement cinq heures et demie après le tsunami. Mais selon les inspecteurs de l’AIEA, les calculs indiquent que le cœur du réacteur no 1 aurait fondu trois heures après le séisme, puis percé la cuve deux heures plus tard. Le cœur no 2 aurait commencé à fondre 77 heures après le séisme en perçant la cuve encore trois heures après. Enfin le cœur no 3 aurait fondu 40 heures après le séisme et percé sa cuve 79 heures encore après,.

### Contenu en radioéléments et radioactivité d'un corium
Ils varient selon l'âge du corium, mais aussi dès sa création, selon le type de réacteur, le contenu en combustible initial (uranium enrichi, plutonium qui est l'un des composants du MOx…), l'âge du combustible au moment de l'accident et les conditions de l'accident ; dans l'exemple ci-dessous, le corium ne contenait qu'environ 10 % (en masse) d'uranium.
Parmi les éléments radiologiquement les plus dangereux présents dans le corium, on peut citer:
- uranium et plutonium, à la radiotoxicité et à longue longue demi-vie radioactive ;
- divers produits de fission, dont le césium-137 et le strontium-90, hautement radioactifs et connus pour causer des dommages biologiques importants ;
- divers actinides mineurs, tels que l'américium et le curium, également très radioactifs.

Niveaux (moyennes) de radioactivité mesurés pour 12 radioisotopes sous le réacteur no 4 de la centrale nucléaire de Tchernobyl, en avril 1986.
En mégabecquerel par gramme.

### Dégradation du corium
En raison de leur dangerosité, peu d'observations de vrais coriums ont pu être faites en direct et in situ (et aucune sur des coriums jeunes). Cependant, des indices (gaz et particules recueillies dans l'air et l'eau contaminées par les coriums de Fukushima) fournissent des données qui montrent que les coriums évoluent chimiquement et physiquement (changements de volume et de température)[réf. nécessaire].
Le corium le plus étudié (sur plusieurs décennies) est celui en forme de pied d'éléphant de Tchernobyl. En 30 ans, il a beaucoup évolué : initialement plutôt liquide puis pâteux, il est devenu dur et résistant dans un environnement qui l'a refroidi. Depuis, il a encore considérablement changé, tant pour sa forme externe que pour sa structure interne, sous l'effet de réactions physico-chimique ; sans doute aussi sous l'effet de la variation de coefficients de dilatation thermique de ses composants, et en raison de contraintes résiduelles. Sa température interne approche désormais celle de l'air ambiant et il est devenu une source de poussières dangereuses car inhalables,
On sait depuis longtemps qu'à partir d'une certaine énergie, les radiations et les cascades de collisions internes peuvent endommager un solide radioactif de l'intérieur, aux échelles atomiques, ce qui, quand la radioactivité est très élevée, peut conduire à rapidement modifier leurs propriétés mécaniques et physicochimiques avec apparition à échelle atomique de lacunes, Paires de Frenkel isolées et boucles de dislocation, et à échelle macro de contraintes induisant des déformations, microfissures, cloques, bulles, cratères, effets de lamination, microfragmentation, etc. Or le corium, plus que tout autre matériau, plus encore que du combustible hautement irradié (et que tout matériau diélectrique connu présentant une densité extrême de dommages causés par les radiations) est particulièrement concerné. Ces matériaux acquièrent en maturant la propriété de spontanément progressivement se dégrader poussière en aérosols très fins (amorphisation ; auto-pulvérisation spontanée de la surface). La désintégration alpha des isotopes à l'intérieur dans sa structure vitreuse y provoque des explosions coulombiennes (réactions violentes due à l'accumulation de charges électriques générées par la radioactivité et piégées dans le matériau vitrifié). Ces explosions sont sources d'ondes de choc qui contribuent à accélérer la dégradation du corium en libérant non pas de gros éclats ou des grains, mais des particules submicroniques à partir de sa couche externe. Et l'on sait que les nanoparticules se comportent plus comme un gaz que comme de la poussière.
Le niveau de radioactivité d'un corium varie selon son âge, ses composants et les caractéristiques du cœur et du réacteur au moment de l'accident, et selon les matériaux qu'il rencontrera lors de son parcours éventuel hors de la cuve s'il l'a percé. À Tchernobyl, il est tel que dans 100 ans, on suppose que l'auto-irradiation de la lave (2 × 1016 désintégrations α par gramme et 2 à 5 × 105 Gy de β ou γ) sera inférieure au niveau nécessaire pour modifier fortement les propriétés de la masse vitrifiée (18 désintégrations α par gramme et 108 à 109 Gy de β ou γ). Le taux de dissolution de cette sorte de lave dans l'eau est très faible (10−7 g cm−2 jour−1), il est donc peu probable qu'il se dissolve.
On ignore néanmoins combien de temps son caractère céramique retardera la libération de microparticules et de radioactivité, mais on sait que le principe de cette dégradation implique des changements qualitatifs brusques dans les propriétés du corium ; on ignore si cela aboutira à une conversion totale du volume en poussières et particules hautement dispersables, ou si ce mécanisme s'arrêtera auparavant, car produisant moins de charges électriques locales[réf. souhaitée]. Dans tous les cas, ce phénomène sera un facteur crucial et déterminant pour la sécurité radioécologique et pour l'environnement des espaces contaminés par un corium (comme le sarcophage de Tchernobyl). En effet, une étude de la composition des aérosols de l'air intérieur du « sarcophage » y a trouvé un type de particules de taille inférieure à 0,5 µm dont la composition isotopique correspond principalement à celle du combustible, montrant qu'il s'agit notamment d'une poussière submicronique du combustible. Ces nanoparticules sont responsables de 30 % de la radioactivité de l'air dans le sarcophage, mais en raison de son caractère inhalable, sa contribution à la dose reçue par un humain serait de 90 % ou plus.
De 1997 à 2002, divers d'articles ont été publiés. L'un suggère que l'auto-irradiation de la lave pourrait transformer 1 200 tonnes de corium en une poudre submicrométrique et mobile en quelques semaines. D'autres jugent probable que la dégradation de la lave soit plutôt lente et graduelle. Le même document indique que dans le cas de Tchernobyl, la perte par lessivage d'uranium issu du réacteur détruit n'a été « que » de 10 kg par an, suggérant dans ce cas une dégradation assez lente, et encore plus lente après l'amélioration de l'abri construit au dessus de l'ancien réacteur.
On connait cependant encore mal les coriums, et ils peuvent être significativement différents selon les cas. À Tchernobyl, des taches jaunes blanchâtres sont apparues sur certaines parties de la surface du corium solidifié : ce sont de nouveaux composés de l'uranium dont : UO3·2H2O (éliantinite), (UO2)O2·4H2O (studtite), carbonate d'uranyle (rutherfordine), čejkaite (Na4(UO2)(CO3) 3),[42] et un composé qui n'a pas encore de nom Na3U(CO3)2·2H2O. Ces composés sont solubles dans l'eau, facilitant des transferts vers l'environnement. Ces minéraux secondaires présentent une concentration de plutonium plusieurs centaines de fois inférieure et une concentration d'uranium plusieurs fois supérieure à celle de la lave elle-même.

## Recherche
De nombreux travaux ont porté sur le comportement du béton à haute température, d'autres matériaux des réacteurs, et surtout sur les propriétés thermophysiques des coriums,, et individuellement des matériaux qui les composent (dont le zirconium et le dioxyde d'uranium et divers alliages contenant de l'uranium (ex. : U-Fe et U-Ga)).
Ces études ont porté sur de nombreux facteurs : viscosité et rhéologie des métaux en fusion (et en cours de solidification, densité, émissivité, conductivités thermiques, température initiale, radioactivité, capacité érosive, vaporisation, couches limites thermiques, physico-chimiques et rhéologiques, les transferts de calories des liquides vers des solides, etc.).
Pour produire ou caler des modèles suffisamment crédibles, on a étudié le comportement rhéologique de basaltes (différentes compositions de basalte et mélange basalte contenant jusqu'à 18 %m d'UO2), ainsi que de mélanges de différentes compositions (principalement UO2, ZrO2, FexOy et Fe pour les scénarios en cuve, plus SiO2 et CaO pour les scénarios hors-cuve). Divers auteurs ont montré que la viscosité de coriums ne peut être décrite par des modèles classiques par exemple de suspensions de sphères non-interactives ; une loi de type Arrhenius a été proposée, avec un facteur multiplicatif tel que n = exp(2.5Cφ), C étant compris entre 4 et 8. C est plus important dans le cas des faibles vitesses de cisaillement et de refroidissement. 
Des échantillons trempés ont fait l’objet d’analyses de structure qui ont montré que ce facteur dépend de la morphologie de la particule. Enfin, ce type de loi rhéologique avec un facteur C de 6,1, a permis de recalculer de façon satisfaisante un essai d'étalement en corium à 2 100 K sur un plan horizontal.
Il s'agit de comprendre et modéliser pour anticiper ou mieux maîtriser le comportement du corium lors de sa formation, sa coulée, son étalement, et son refroidissement. Il faut aussi comprendre la cinétique chimique complexe du corium au cours de son évolution.
Ce besoin découle notamment de la démonstration qu'un accident nucléaire grave avec rupture de confinement primaire était plus probable qu'on ne l'avait initialement calculé.[réf. nécessaire]
Ces études se font généralement sous l'égide de l'AIEA et en Europe, avec le soutien de la Commission européenne, par exemple dans :
- le projet CSC (Corium Spreading and Coolability) ;
- le projet ECOSTAR (European Core Stabilization Research) ;
- le projet ENTHALPY (European Nuclear Thermodynamic database for Severe Accidents) ;
- le GAREC (Groupe d’Analyse de la R&D sur la Récupération du Corium) ;
- le Centre Commun de Recherches d'Ispra et l'installation FARO[46] ;
- le Laboratoire d'essais pour la maîtrise des Accidents graves (LEMA).

Des codes de calculs et des logiciels spécifiques ont été développés (ex. : logiciel CRUST du CEA pour modéliser le comportement mécanique de la croûte qui se forme en surface d'un corium, et qui interfère avec son déplacement, le refroidissement de la coulée (cf croute isolante freinant le relâchement de la chaleur latente) du corium fondu et son rayonnement).

### «Corium prototypique»
Pour éviter de s'exposer aux risques et dangers d'un vrai corium, les physiciens nucléaires utilisent dans le cadre de leurs recherches un faux corium (dit « corium prototypique »), substitut dont les caractéristiques sont supposées assez proches du vrai.
C'est avec ce « corium prototypique », porté à très haute température que sont réalisés les tests jugés par leurs promoteurs comme étant les plus crédibles pour tester divers scénarios d'accidents majeurs (impliquant tous la fonte du cœur d'un réacteur), notamment en France par le Centre CEA de Cadarache, en collaboration avec EDF, l'IRSN, AREVA, le CERDAN[Quoi ?], le laboratoire PROMES-CNRS, de nombreux chercheurs, en lien avec le groupe « Hautes Températures » de la Société Française de Thermique.
Ce « corium prototypique » a une densité et des propriétés rhéologiques proches de celles du vrai corium et des propriétés physiques en grande partie comparables. Il en diffère cependant thermodynamiquement (car il n'est pas une source de chaleur autocatalytique, c'est-à-dire produite et autoentretenue par la radioactivité du matériau) ; il a aussi a une composition isotopique très différente puisqu'il est composé d'uranium appauvri ou d'uranium naturel en remplacement de l’uranium enrichi, de plutonium (si le combustible était du Mox, comme c'est le cas dans la moitié des réacteurs français) et d'actinides. Quelques produits de fission, quand ils sont présents, présentent alors une composition isotopique naturelle…) qui le rendent bien moins dangereux qu'un vrai corium.